# ジャムウ

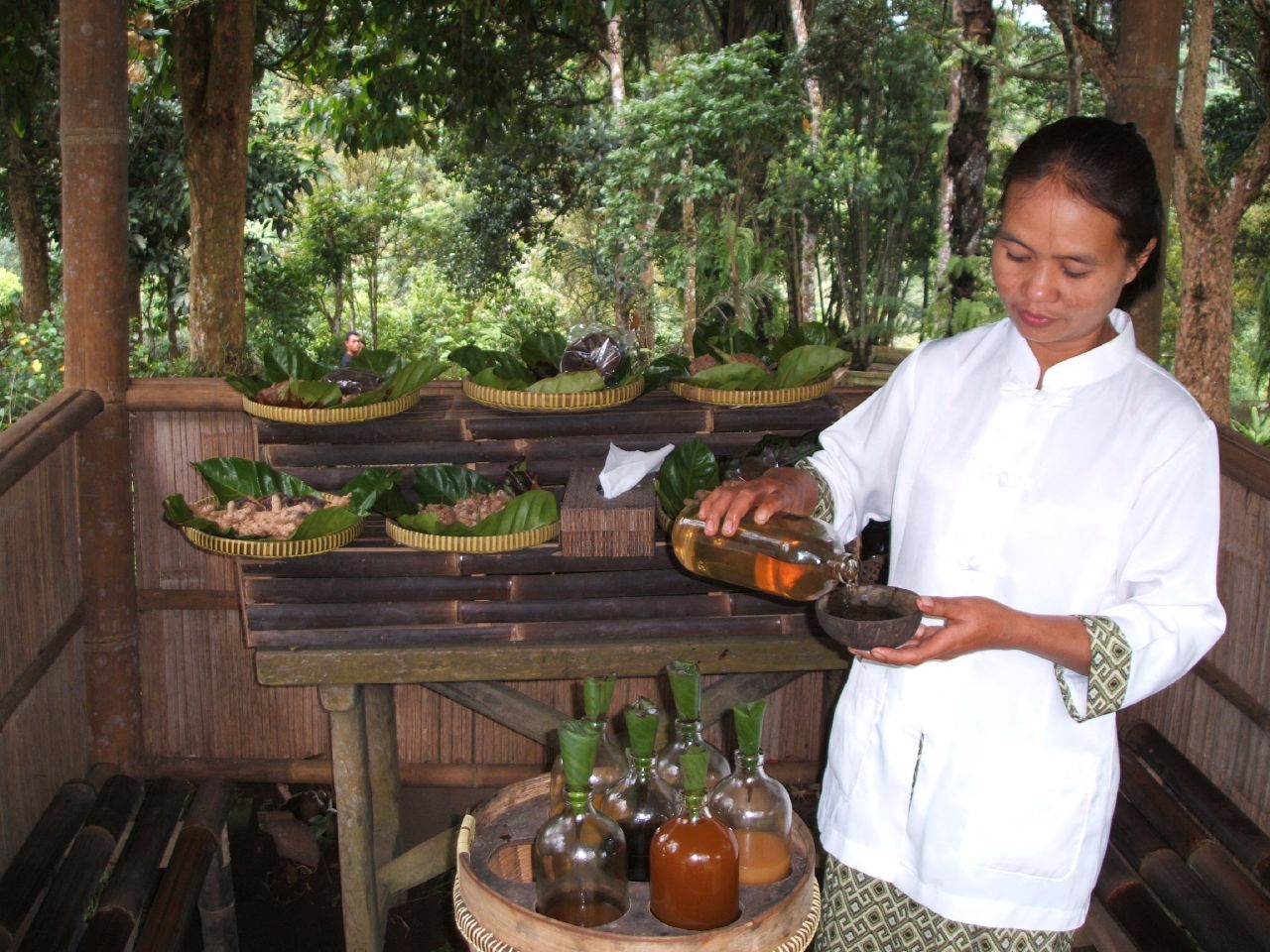
ジャワ島中部のジャムウ販売店

ジャムウ、ジャムー（インドネシア語: Jamu、ジャワ語: ꦗꦩꦸ）は、インドネシアの伝統的な健康飲料あるいは医薬品。主に根茎、木の皮、花、種子、葉、果実といった自然素材から作られる植物性の内服薬であり、蜂蜜、ローヤルゼリー、乳、食用卵といった動物から得られる材料もしばしば使われる。味は多様であり、甘酸っぱいジャムウもあれば、苦いジャムウもある。
ジャムウは「健康への祈り」を意味するジャワ語に由来し、インドネシアのうちジャワ島で最も普及している。そこでは中年かより若いジャワ島人の女性が、伝統的なバティック地のケバヤを着て、ジャムウの瓶を詰めた竹かごを背負い、村や町の路地を歩き回ってはその伝統薬を勧めてくるのである。多くの大都市では、ジャムウは行商人が路上で売っている。ジャムウ専門のカフェもジャカルタにある。
ジャムウは、Air Mancur、Djamu Djago、Sido Muncul といった大企業の工場でも生産され、匂い袋に入って様々なドラッグストアで売られている。包みに入った乾燥ジャムウは、まずお湯で溶いてから飲まなければならない。近年ジャムウは、タブレットや糖衣錠やカプセルとしても売られている。これらのジャムウ製造会社は、「インドネシア植物性・伝統的医薬品連合」（Gabungan Pengusaha Jamu, GP Jamu）を組織している。現代においてジャムウは、国内の植物性医薬品産業として何百万ドルもの市場規模に成長している。2014年には、ジャムウの全売上高は3兆ルピア（2億5千万ドル）に達した。
2023年にユネスコの無形文化遺産に登録された。

## 伝統的な生産中心地

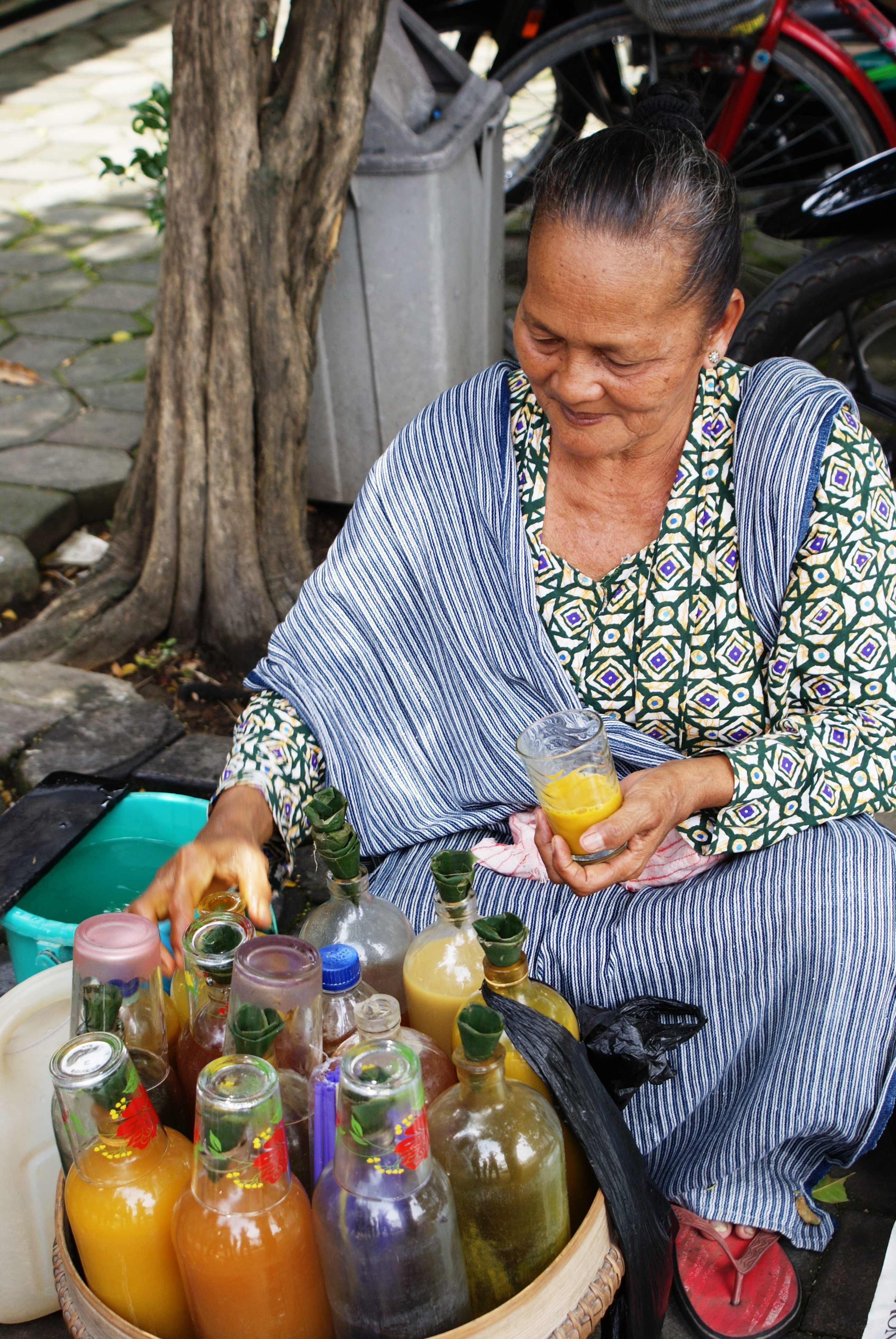
年配のジャムウ行商人の女性

ジャムウはインドネシア全土に普及しているが、ジャムウ文化はジャワ島が最も盛んなようである。ジャムウの薬草文化はジョグジャカルタとスラカルタのジャワ王宮にも見られ、そこでは王室コレクションとして薬草学の古文書が保管され、ジャムウはケラトンに住むジャワの王族や貴族に処方されていた。ジャワの言い伝えによると、王女や王族の女性たちの名高い美貌は、ジャムウとルルール（伝統的なローション）があってこそだという。
中部ジャワ州のスコハルジョは特に、ジャムウの伝統における中心地の一つとみなされている。ジャムウ商人の女性たち (Mbok Jamu) の多くがこの町からやってくる。スコハルジョのジャムウ貿易商たちは、スコハルジョの象徴としてジャムウ商人の銅像をブラクジェロに建てている。一般に「ジャムウ商人の像」と呼ばれるこれは、農夫と、商品を運ぶ薬草商の女性の姿を写している。スコハルジョ、特にそのグター地域は、多くの大都市（ジャカルタ、バンドン、ボゴール、スラバヤなど）に現れるジャムウ行商人の出身地として知られている。

## 歴史

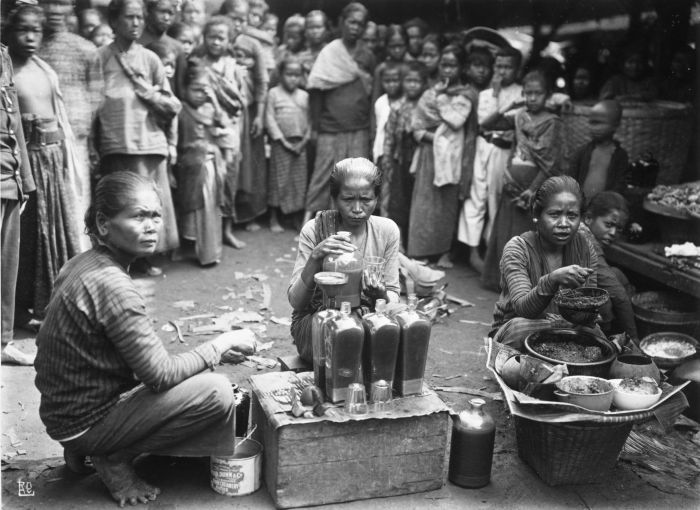
ジョグジャカルタのジャムウ商人（1910年頃）

ジャムウの起源は、1300年前の古マタラム王国時代にあると言われる。現代の伝統的なジャムウ作りでも一般に使われるような、長い円筒形の石製のすり鉢とすりこぎが、ジャワ中央部スンドロ山の斜面にあるリヤンガン考古遺跡で発見されている。この遺跡と遺物は、8世紀から10世紀頃のメダン・マタラム王国時代のものと特定されており、これによってその頃には既にジャムウのように薬草を使って薬を作る慣習が定着していたとみられる。ボロブドゥール遺跡の浅浮き彫りには、石のすり鉢とすりこぎで何かを砕く人々、飲み物を売る人、患者を診る内科医とマッサージ師が刻まれている。これらの情景は皆、当時のジャワ島における伝統的な植物薬および健康にまつわる処置を描写していると解釈もできるだろう。マジャパヒト王国時代に作られたマドハワプラ碑文には、薬草を混ぜて調合する薬草商という職業が記してあり、それを「アチャラキ」と称している。1700年頃のマタラム王国の医学書にはジャムウのレシピが3000種も載っており、ジャワの古典文学である『Serat Centhini』（1814年）にはジャムウの薬草調合のレシピが何種類か記してある。
インドのアーユルヴェーダから多大な影響を受けつつも、インドネシアはインドで見られない多くの固有な植物が育つ膨大な群島で成り立っており、そこにはウォレス線を越えたオーストラリアのものに近い植物もある。ジャムウは地域によって様々に異なるところもあり、文書として残されないこともしばしばで、特に辺境地域ではそうである。
ジャムウは昔も今も、土着の内科医といえるシャーマンのドゥクンが教えるものである。しかし一般には、実際に調合・処方するのは女性であり、彼女らが路上で販売も行なう。一般に、ジャムウの種々の処方は文書化されず、世代間の口伝で継承される。しかし、初期の入門書がいくつかは残っている。インド諸国で広く家庭内で使われたあるジャムウ入門書は1911年に Kloppenburg-Versteegh 女史が著したものである。
ジャムウを学んだ最初のヨーロッパ人の内科医の一人はヤコブス・ボンティウスで、彼は17世紀初頭にバタビヤ（現在のジャカルタ）で内科医をしていた。彼の記録には、現地の医術に関する情報がいくらか含まれている。インド諸国古来の薬草学を広く扱った本はゲオルク・ルンフィウスが著したもので、彼は18世紀初頭にアンボンで活動していた。彼は『アンボイナ植物誌』を著した。19世紀を通じてヨーロッパの内科医はジャムウに強い関心を持ったが、それはインド諸国の患者で見つかった病気をどう治療してよいか分からないことがしばしばあったからだ。ドイツ人の内科医 Carl Waitz は1829年にジャムウに関する本を著した。1880年代から1890年代にかけて、A.G. Vorderman もジャムウに関する広範な記述を著した。M. Greshoff と W.G. Boorsma はボゴール植物園の薬学研究所で薬草医学に関する薬学研究を行なった。

## 普及

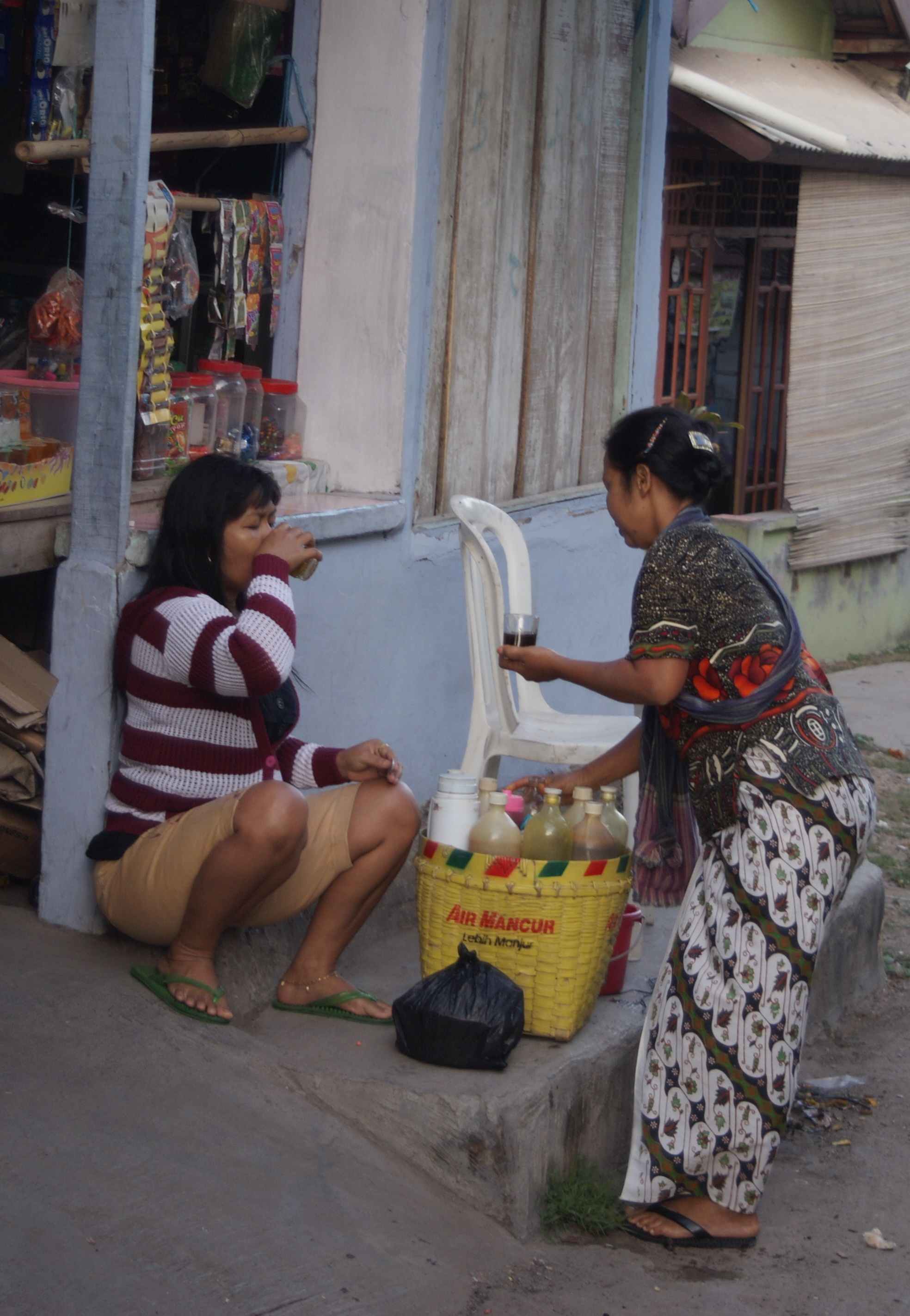
客にジャムウを売る行商人の女性（右）

インドネシアの内科医は当初はジャムウにあまり関心を持っていなかった。1940年3月にソロで開かれたインドネシア内科医連合の第二回会議では、ジャムウに関する発表は2題だった。日本による占領時代、1944年にインドネシア・ジャムウ委員会が組織された。その後は何十年にもわたり、ジャムウの普及が進んでいったが、内科医らはそれに対していくぶん相反した意見を持っていた。
非常に多様な薬草製品を生み出すインドネシアは、伝統的な植物性の薬の国内市場が見込まれており、それにはサプリメントや化粧品も含まれ、2014年は前年に比べると15%増の15兆ルピア（12億3千万ドル）の規模があり、それは健康に気を遣う中産階級が増加したからだとインドネシア植物性・伝統的医薬品連合は述べている。ジャムウの総売り上げは3兆ルピア（2億5千万ドル）にのぼる。
インドネシアの何人かの著名人はジャムウ製品の支持者として知られる。例えばファーストレディだったティエン・スハルト、実業家の Mooryati Soedibyo と Jaya Suprana、インドネシアの大統領ジョコ・ウィドドといった人々がいる。ジョコはテムラワク・ジャヘというウコンを17年にわたり飲んでいると明かし、それが普段の活動の助けとなると共に肝臓および消化機能の回復に役立っているのだ、と述べている。新型コロナウイルス感染症の世界的流行を受けて、免疫力を高めたいと購入する人も多く、ジョコはコロナ流行下では1日3回飲み、大統領府の来賓にも振る舞っているという。

## 形態
ジャムウは、液体のみならず、粉末、錠剤、カプセルで流通することもある。材料だけを売ったり客の求めに応じてその場でジャムウを作るようなジャムウ販売店は、路上で行商をする女性たちと同様に、インドネシアでのジャムウ販売形態としてよく見られる。こんにち、ジャムウは大量生産や輸出もされている。民間で作られるものだけでなく工場で生産されるものについても、出来具合、品質のばらつき、清潔さがしばしば問題となる。

## 医療以外の用途
特に医療と関係ないジャムウの用途が二、三あり、それは病気の治療ではなくセックスの性感を高めるために使われる。男性に性的なスタミナをつけたり、女性器の締まりをよくしたりするようなジャムウがある。

## ジャムウに使われる植物

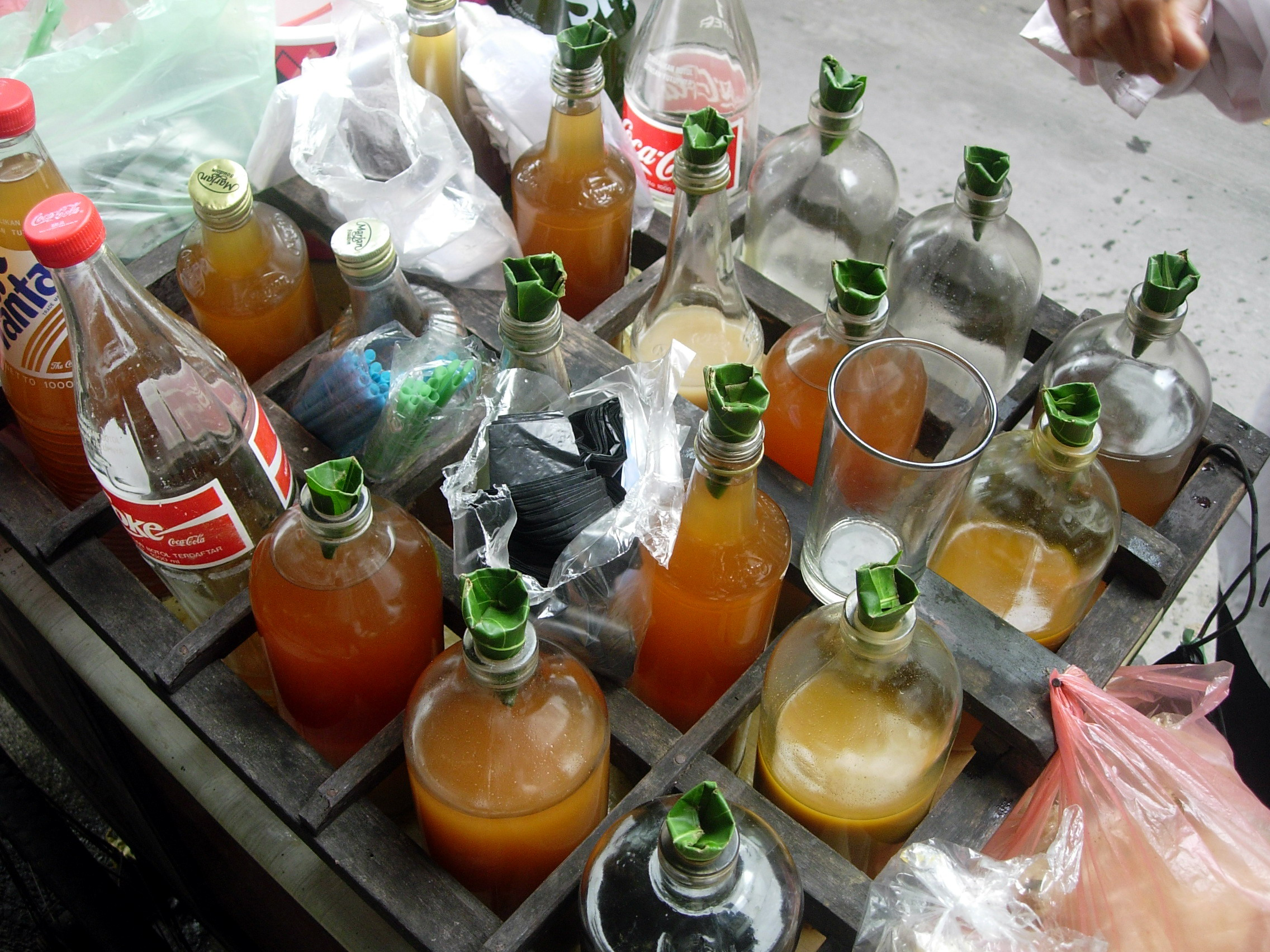
瓶に入った様々なジャムウ

ジャムウの処方には何百種類もの薬草が使われる。例として、
- 根茎
  - ベングル (Zingiber brevifolium)
  - Jahe - ショウガ (Zingiber officinale)
  - Kencur - 芳香性のガランガル (Kaempferia galanga)
  - Kunyit - ウコン (Curcuma domestica)
  - Lempuyang - ショウガ (Zingiber zerumbet あるいは Zingiber aromaticum)
  - Lengkuas あるいは Laos - 大型のガランガル (Alpinia galanga)
  - Temulawak - (Curcuma xanthorrhiza)
- 葉
  - Brotowali あるいは bratawali - (Tinospora crispa あるいは Tinospora tuberculata rumphii)
  - Sambang Darah - セイシボク属 (Excoecaria cochinchinensis あるいは Excoecaria bicolor)
  - Secang - スオウ (Caesalpinia sappan)
- 種子
  - Adas - ウイキョウ (Foeniculum vulgare Mill)
- 果実
  - Ceplukan - ヒロハフウリンホオズキ (Physalis angulata)
  - Jeruk Nipis - メキシカンライム (Citrus aurantifolia Swingle)
  - Nyamplung あるいは kosambi - テリハボク属 (Calophyllum inophyllum)
- 木の皮
  - Kayu Manis - シナモン (Cinnamomum burmannii)
- 花
  - Ilang-ilang - イランイランノキ (Cananga odorata)
  - Melati - ジャスミン (Jasminum sambac)
  - Rumput Alang-alang - イネ科 (Gramineae)

## ジャムウに使われる非植物
動物から得られる非植物性の材料も、ジャムウの調合にしばしば使われる。例として、
- 昆虫
  - 蜂蜜
  - ローヤルゼリー
  - 蜂の幼虫
  - ある種の昆虫（幼虫を含む）
  - アリの巣
- 畜牛と乳製品
  - 牛、水牛、山羊、馬といった様々な種からとれる乳
  - 山羊の胆汁
- 家禽
  - ayam kampung - 食用卵
- 魚介類
  - タツノオトシゴの干物
  - ナマコの干物